# Kim Ir Szen
Kim Ir Szen (hangul: 김일성, szoros átírásban: Kim Ilszong, handzsa: 金日成, RR: Kim Il-sung; oroszul: Ким Ир Сен,
születési nevén: Kim Szongdzsu (hangul: 김성주, handzsa: 金成柱, RR: Kim Song-ju) IPA: /kim ilsʰɔŋ/, Mangjongde (Mangyongdae), 1912. április 15. – Phenjan, 1994. július 8.) észak-koreai politikus, az ország államalapítója, illetve elnöke 1948. szeptember 9-étől élete végéig. 1946. június 30-tól haláláig a Koreai Munkapárt főtitkára, 1948. szeptember 9-e és 1972. december 28-a között miniszterelnök, 1972. december 28-ától elnök. Halála után eltörölték az elnöki tisztséget és a köztársaság örökös elnökének nevezték ki. Országában a marxista-leninista politika helyett bevezette a saját maga által megalkotott, önellátáson alapuló dzsucse (juche)-ideológiát.
Már élete során – a dzsucse-eszméből fakadóan – a csoszoni királyokéhoz hasonló személyi kultusza alakult ki. Népe Nagy Vezér-ként (위대한 수령님), néha Atyai Vezér-ként (어버이 수령님) emlegeti, nevét egyszerűen sosem mondják ki, csak teljes megszólításával együtt. Születésének és halálának napja munkaszüneti nap Észak-Koreában. Az ősi hagyományoknak megfelelően családja dinasztikusan birtokolja a hatalmat: halála után fia, később pedig unokája lett az ország vezetője. Családja a csondzsu (jeonju-)i Kim klánból származik.

## Fiatalkora

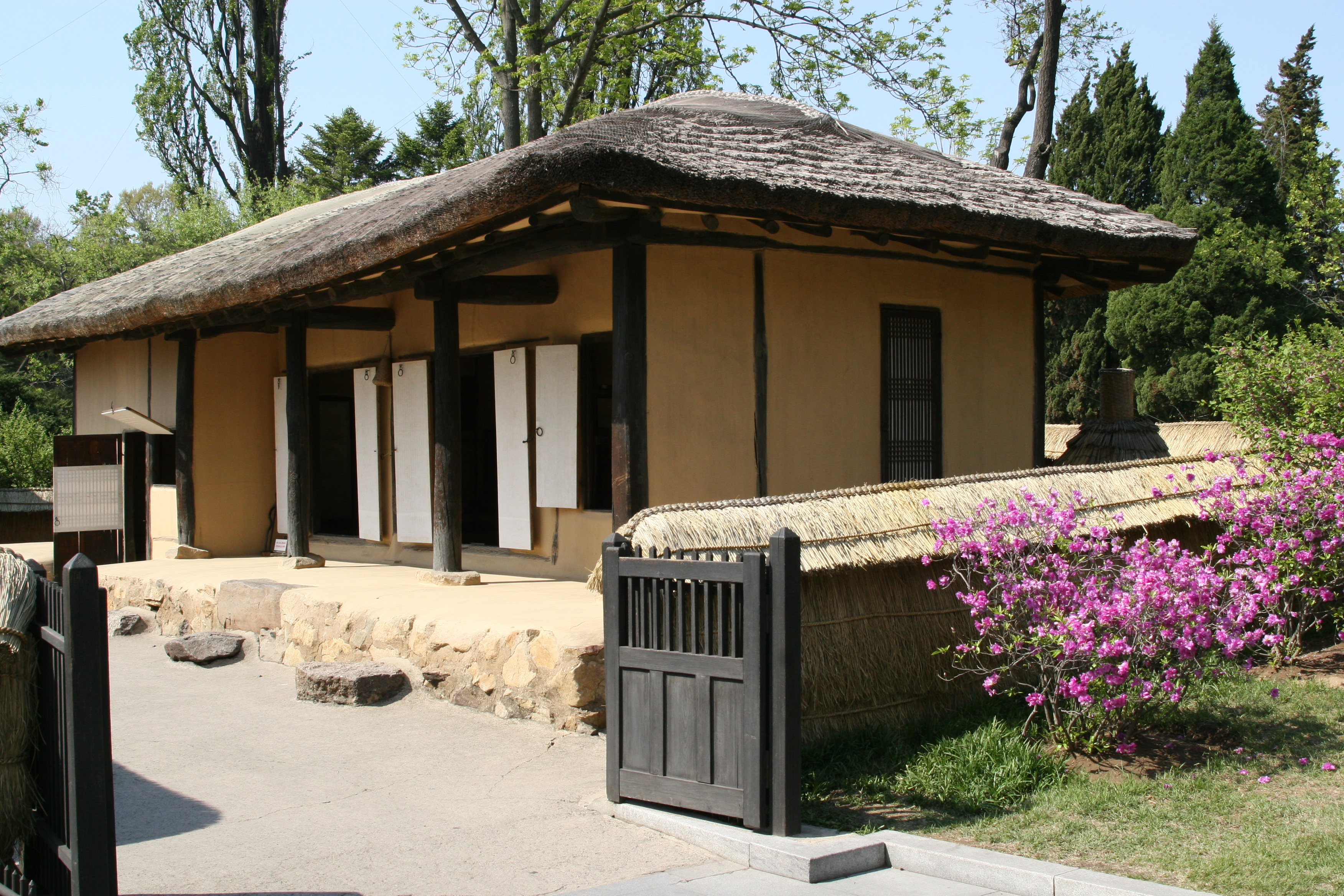
Szülőháza Mangjongdé (Mangyongdae-)ban

Életének korai szakaszáról főként saját feljegyzései és az észak-koreai kormány hivatalos kiadványai nyújtanak információkat. Ezek azonban gyakran ellentétesek független forrásokkal.
1912. április 15-én látta meg a napvilágot Dél-Phjongan (Pyongan) tartományban (egyes források szerint Namriban), Kim Hjongdzsik (김형직, Kim Hyong-jik) és Kang Banszok (강반석, Kang Pan-sok) gyermekeként Kim Szongdzsu (Kim Seong-ju) néven. Nevét, melynek jelentése „legyél oszlop!” apjától kapta, mert azt szerette volna, hogy fia hazájának erős tartópillére legyen. Születési helye a napjainkban már Phenjan részét képező Mangjongde (Mangyongdae). Két ifjabb testvére volt, Csholdzsu (철주, Chul Joo) és Jongdzsu (영주, Young Joo). Családja régi lakhelye a dél-koreai Csondzsu (전주시, Jeonju) volt, de elődei az 1592 és 1598 közötti koreai-japán háború idején északra költöztek. Egy szóbeszéd szerint a koreai háború alatt az északi kormány Kim összes családtagját északra költöztette.[forrás?]
Családjának története zavaros. Rokonsága sosem élt nyomorban, de jólétben sem. Az ifjú Kim protestáns keresztény környezetben nevelkedett. Anyai nagyapja protestáns lelkész volt, édesapja pedig misszionáriusiskolában tanult, de édesanyja is gyakran forgott egyházi körökben. A hivatalos feljegyzések alapján a japán megszállás alatt lévő Koreában a család részt vett a Japán elleni harcokban, de 1920-ban Mandzsúriába menekültek. Valószínűbb azonban, hogy más koreai családokkal együtt az éhínség miatt költöztek Kína területére.
Apja 1926-ban halt meg, amikor Kim 14 éves volt. A kínai Csilin (Jilin)ben a Jüven (Yuwen) Középiskola diákja lett. Itt ismerkedett meg a kommunista eszmékkel, de érdeklődési köre miatt bebörtönözték. Szabadulása után, 1929-ben, egy néhány tucat tagot számláló titkos marxista szervezethez csatlakozott. A rendőrség a csoportot alapítása után három héttel felfedezte, a tagokat, köztük Kimet is, bebörtönözték.
Az 1920–1930-as években részt vett a japánellenes mozgalomban és a koreai-kínai határvidék gerillaharcaiban, és 1931-ben belépett a Kínai Kommunista Pártba. Az 1940-es évek elején a Szovjetunióba menekült.

## Észak-Korea elnökeként

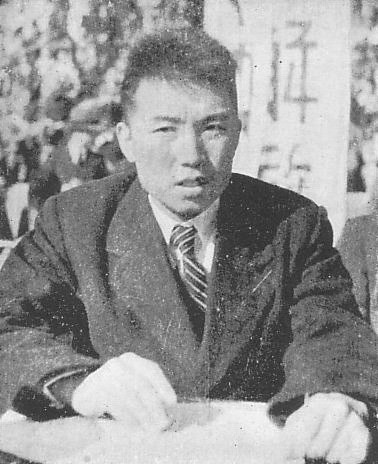
Kim 1946-ban

Mivel 1945-ben, Korea felszabadításakor a párt vezetője Szöul (Seoul)ban tevékenykedett, a szovjetek nem bíztak benne, így az észak-koreai kommunisták vezetőjének Kim Ir Szent (Kim Il-sungot) tették meg, aki addig a Szovjetunióban élt, és a Vörös Hadsereg tisztjeként is harcolt. 1945 szeptemberében vitték vissza Koreába, ahol a kormányként szolgáló Ideiglenes Népi Bizottság vezetője és az Észak-koreai Kommunista Párt főtitkára lett. 1946 július-augusztusában az Észak-koreai Kommunista Párt egyesült több más párttal, így létrejött az Észak-Korea Munkapártja. 1949 júniusában ez egyesült a dél-koreai kommunistákat tömörítő Dél-Korea Munkapártjával, így alakult meg a Koreai Munkapárt, élén főtitkárként Kim Ir Szennel (Kim Il-sunggal). Ezt a posztot haláláig töltötte be.
1948 szeptemberétől Kimet az ekkor kikiáltott KNDK miniszterelnökének választották meg, és ezt a tisztséget 1972-ig töltötte be, amikor elnökké választották.
Mivel a második világháború után az eltérő ideológiájú kormányzatok miatt Korea politikai alapú egyesítése már nem volt lehetséges, Kim a hadsereg fejlesztésére helyezte a hangsúlyt. Szovjet segítséggel és kedvező gazdasági háttérnek köszönhetően Észak-Korea sokkal ütőképesebb haderőre tett szert, mint déli szomszédja. Kim ezután Sztálint környékezte meg saját, Dél-Korea megszállására vonatkozó terveivel. 1949 márciusában, moszkvai látogatása alkalmával, Kim felvetette Korea katonai úton történő egyesítését, a szovjet iratok tanúsága alapján azonban Sztálin ekkor még elutasította a javaslatot. Ugyanezen év augusztusában és szeptemberében Kim táviratban értesítette a szovjet vezetőséget, hogy Dél-Korea támadásra készül. Ismételten engedélyt kért a hadműveletek beindítására, bár megígérte, hogy arra csak az országát ért tényleges agresszió esetén kerülne sor. Sztálin ekkor is nemet mondott.
Sztálin valójában azt a feltételt szabta, hogy Kim szerezze meg Mao Ce-tung (Mao Zedong) támogatását. 1950 májusában aztán az észak-koreai vezető találkozott Maóval. Mao ellenérzésekkel fogadta a felkérést, mivel az ő prioritása Tajvan inváziója volt, ám félve attól, hogy a Szovjetunió megvonja tőle támogatását, beleegyezett. Sztálin csak ezután adott végleges engedélyt.
Hosszú előkészületek után az észak-koreai csapatok 1950. június 25-én hajnalban Kim parancsára megindították az inváziót. Észak-Koreában csak egy maréknyian tudták, hogy valójában ők kezdték a háborút; a lakosság nagy része tévesen azt hitte, – sőt, Északon napjainkban is ezt tanítják – hogy a Koreai Néphadsereg csak visszaverte a déliek és az amerikaiak támadását. Az északi csapatok elfoglalták Szöul (Seoul)t és megszállták a félsziget nagy részét, ám hamarosan az Egyesült Államok és szövetségesei visszaszorították őket. Októberre az ENSZ zászlaja alatt harcoló csapatok visszafoglalták a déli fővárost, október 19-én pedig Phenjan is elesett. Kim és kormánya előbb a kínai határon fekvő Sinidzsu (Sinuiju)ba, majd Kínába menekült.
Kim ekkorra már erősítést kért a szovjetektől. Szeptember 29-én Sztálinhoz fordult, hogy a Szovjetunió lépjen be a háborúba és szólítsa fel Kínát is a támogatásra. Október 1-jén Kim személyesen Maónak írt csapatokért esedezve. Október 24-én Mao kijelentette, hogy Korea amerikai megszállása veszélyt jelent Kína biztonságára, ezért másnap kínai katonák ezrei lépték át a kínai-koreai határt belépve ezzel a háborúba. Kim ezen a ponton vesztette el a háború feletti uralmát: a Koreai Néphadsereg támogató pozícióba kényszerült és a keleti frontra szorult vissza, míg a kínai erők önálló hadműveletekbe kezdtek a középső fronton.

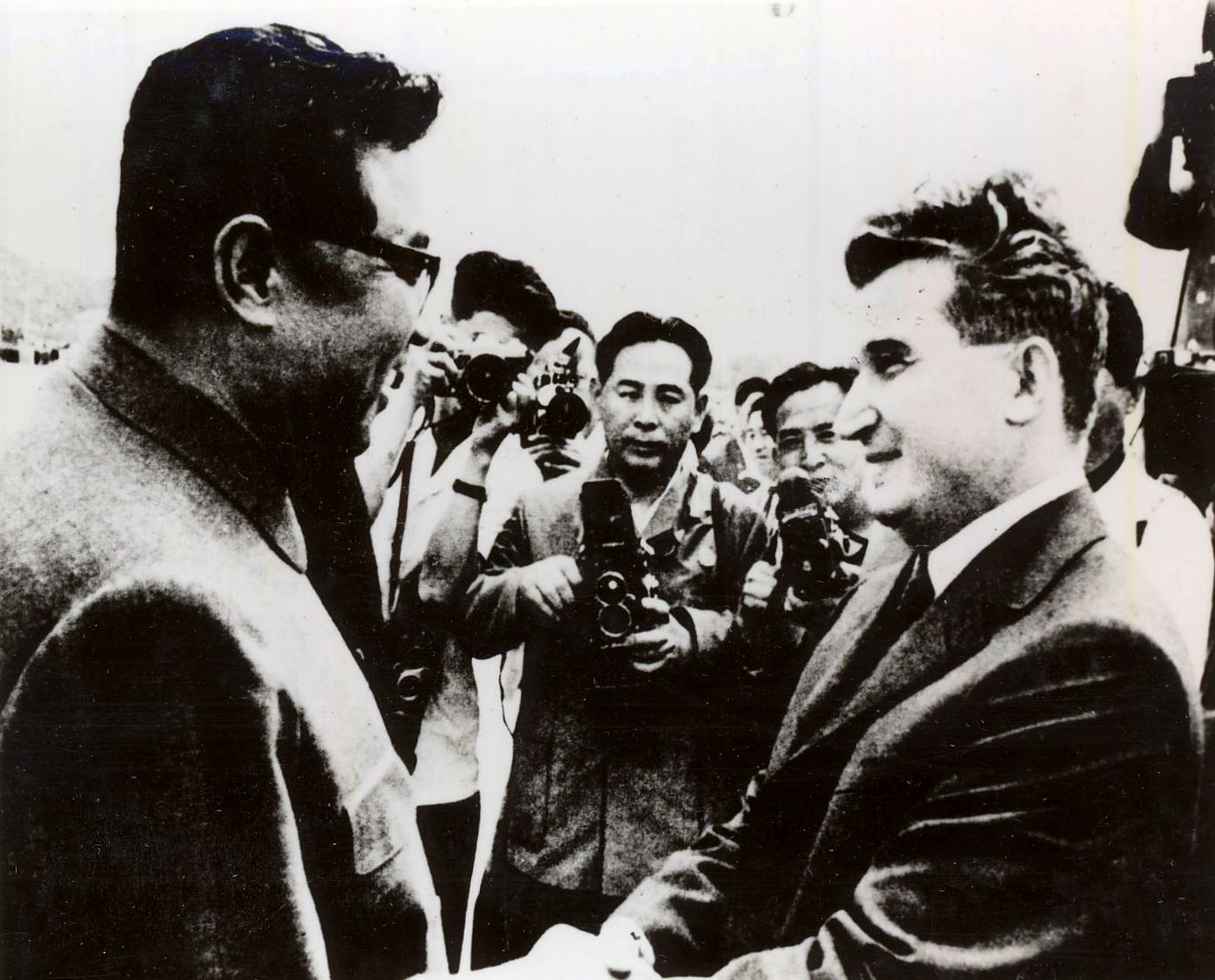
Kim és Nicolae Ceaușescu, a román conducător észak-koreai látogatásán 1971-ben

Kína beavatkozása után az ENSZ-erők visszavonultak, 1950. december 6-án Phenjan, 1951. január 4-én Szöul (Seoul) is újra kommunista kézen volt. Márciusban egy új offenzíva keretén belül Szöul (Seoul)t ismét visszafoglalták az ENSZ-csapatok, a háború fokozatosan állóháborúvá alakult. 1953. július 27-én aztán az ENSZ, Kína és Észak-Korea Panmindzson (Panmunjeom)ban aláírta a fegyverszüneti egyezményt véget vetve a háborúnak.
Az 1950-es években Kim kíméletlenül leszámolt pártbeli ellenfeleivel, és egyeduralomra tett szert a párton és az országon belül. Ugyanekkor végbement a párt totális hatalmának kiépítése és a gazdaság kollektivizálása.
Az 1960-as évek szovjet-kínai vitáit kihasználva a KMP függetlenítette magát a testvérpártoktól, és fokozatosan eltávolodva szövetségeseitől, a Szovjetuniótól és Kínától, a KNDK szinte teljesen elszigetelődött a világ többi részétől. Ettől az időktől a KMP ideológiája már az úgynevezett dzsucse (juche) eszmerendszer lett, amely (saját véleményük szerint) a marxizmus-leninizmus tökéletesített formája.

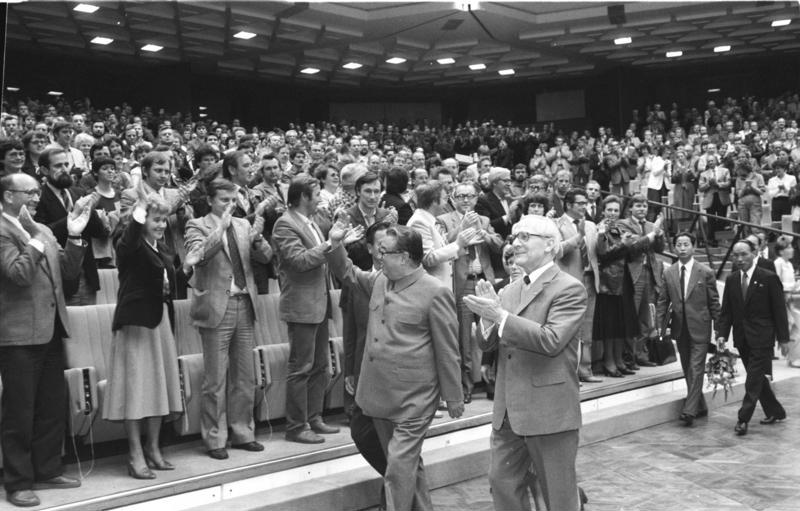
Kim Ir Szen (Kim Il-sung) és Erich Honecker 1980. június 1-jén Kelet-Berlinben

Látva Ho Si Minh törekvéseit, aki gerillaharcokkal próbálta elérni Vietnám egyesítését, Kim úgy gondolta, hogy hasonló módszerrel Koreában sikerrel járhat. Az 1960-as évek közepétől Észak-Korea egyre többször szegült szembe az Egyesült Államokkal és Dél-Koreával. 1968-ban a Koreai Néphadsereg katonái megpróbáltak behatolni a dél-koreai elnök rezidenciájába, és megölni Pak Csong Hi (Park Chung-hee) elnököt. Ugyanebben az évben a KNDK elfogta az amerikai USS Pueblo kémhajót és annak legénységét (a legénységet később elengedték, a hajó viszont még ma is észak-koreai kézben van). A határmenti hadgyakorlatok egyre sűrűbbé váltak, északi katonák gyakran lépték át a demilitarizált övezetet és keveredtek tűzharcba amerikai alakulatokkal.
Kim Ir Szen (Kim Il-sung) a KNDK-n belül olyan, addig példa nélküli személyi kultuszt épített ki, amit még Ceaușescu is megirigyelt. Az 1972-es új alkotmány alapján a KNDK elnökévé választották. Az 1980-as pártkongresszus Kim fiát, Kim Dzsongil (Kim Jong-il)t nevezte meg Kim Ir Szen (Kim Il-sung) utódjának.

### Megszólítása, címei
- 어버이 수령님 Oboi szurjongnim (Eobeoi suryeongnim) Atyai Vezér
- 위대한 수령 Üdehan szurjong (Widaehan suryeong) Nagy Vezér
- 영원한 주석 Jongvonhan csuszok (Yeongwonhan juseok) Örökös Elnök

Teljes koreai megszólítása az 1950-es években: 우리 당과 우리 인민의 위대한 수령 김일성동지, azaz „Pártunk és népünk Nagy Vezére, Kim Ir Szen (Kim Il-sung) elvtárs”.
Teljes posztumusz megszólítása: 사회주의 조선의 시조이시며 우리 공화국의 영원한 주석이신 위대한 수령 김일성동지, azaz „A Szocialista Korea apja, a Koreai Népi Demokratikus Köztársaság örökös elnöke a Nagy Vezér, Kim Ir Szen (Kim Il-sung) elvtárs”.

## Halála

Kim Ir Szen (Kim Il-sung) szobra Phenjanban, amely máig tartó személyi kultuszának része

Az 1990-es évekre Észak-Korea teljesen elzárta magát a külvilágtól, a csekély mértékű kínai kapcsolatokat leszámítva. Az ország gazdasága a csőd szélén állt, az állam hatalmas összegeket költött katonai kiadásokra, és a mezőgazdaság képtelen volt ellátni a lakosságot élelemmel a művelhető földterületek hiányában. Ennek ellenére az észak-koreai sajtó tovább istenítette Kimet. 1994. július 8-án hajnali 2 órakor Kim Ir Szen (Kim Il-sung) váratlanul meghalt szívrohamban, ráhagyva ezzel az ország egyre növekvő válságát fiára, Kim Dzsongil (Kim Jong-il)re. Temetését, amelyen több ezer ember sírva ismételte nevét, Phenjanban tartották. Bebalzsamozott testét egy üvegkoporsóba helyezték a Kumszuszan (Kumsusan) Emlékpalotában. Személyi kultusza ma is él.

## Családja
Kim Ir Szen (Kim Il-sung) kétszer házasodott. Első felesége, Kim Dzsongszuk (Kim Jong-suk) két fiú és egy lánygyermeket szült neki. Idősebb fia, Kim Dzsongil (Kim Jong-il) 2011-ben, fiatalabb fia, akit az oroszok Súra névvel illettek (az orosz Alekszandr név alapján) Kim Manil (Kim Man-il) 1947-ben halt meg. Kim Dzsongszuk (Kim Jong-suk) 1949-ben hunyt el egy halva született gyermek szülése közben. 1962-ben Kim Ir Szen (Kim Il-sung) feleségül vette Kim Szonge (Kim Sung-ae)t, akivel a rendelkezésre álló adatok alapján három közös gyermeke volt (Kim Gjongil (Kim Kyong-il), Kim Phjongil (Kim Pyong-il) és Kim Jongil (Kim Yong-il), utóbbi nem összekeverendő Észak-Korea miniszterelnökével). Kim Phjongil jelentős észak-koreai politikus volt. 1988-tól nagykövetként dolgozott először Magyarországon, majd Lengyelországban.
Nem megerősített híresztelések alapján Kimnek házasságon kívül született gyermeke is van, Kim Hjonnam (김현남, Kim Hyon-nam), aki 1972-ben született, és jelenleg a Koreai Munkapárt tagja.

## Magyarul megjelent művei
- A koreai nép harca a szabadságért és a függetlenségért; ford. Lovas György; Szikra, Budapest, 1952
- A koreai nép felszabadító honvédő háborúja. 1951-1953; ford. Z. Vidor Emma; Szikra, Budapest, 1953
- A dogmatizmus és formalizmus kiküszöböléséről a dzsucse meghonosításáról az ideológiai munkában. beszéd. 1955. december 28; Idegennyelvű Kiadó, Phenjan, 1972
- A formalizmus és a bürokrácia felszámolásáról a pártmunkában és a pártmunkások forradalmasításáról. beszéd. 1966. október 18.; Idegen nyelvű Könyvkiadó, Phenjan, 1973
- A teani munkamódszer továbbfejlesztéséről; Koreai Idegennyelvű Kiadó, Phenjan, 1968
- A szocialista gazdaság néhány elméleti kérdéséről; Szikra Ny., Budapest, 1969
- A Koreai Népi Demokratikus Köztársaság – népünk szabadságának és függetlenségének zászlaja, a szocializmus és a kommunizmus építésének hatalmas fegyvere; Szikra Ny., Budapest, 1969
- Tézisek a szocialista agrárkérdésekről országunkban; Szikra Ny., Budapest, 1969
- A Központi Bizottság beszámolója a Koreai Munkapárt 5. kongresszusán; Idegennyelvű Könyvkiadó, Phenjan, 1970
- Válaszok a külföldi tudósítók kérdéseire; Idegen nyelvű kiadó, Phenjan, 1970
- A szocializmus építéséről és a dél-koreai forradalomról a Koreai Népi Demokratikus Köztársaságban; Koreai Idegen Nyelvű Kiadó, Phenjan, 1970
- Feltétlenül győzedelmeskedik Ázsia, Afrika és Latin-Amerika népeinek nagy antiimperialista forradalmi ügye; Szikra Ny., Budapest, 1970
- A Koreai Néphadsereg megalakulásának 20-ik évfordulója alkalmából; Szikra Ny., Budapest, 1970
- Az öt kontinens haladó újságírói forgassák bátran forradalmi tollukat és ítéljék el keményen az USA-imperializmust; KNDK Nagykövetség, Budapest, 1970
- A jelenlegi helyzet és pártunk feladatai; Szikra Ny., Budapest, 1970
- A kapitalizmusból a szocializmusba való átmeneti szakasz és a proletárdiktatúra kérdéséről; Idegen nyelvű kiadó, Phenjan, 1970
- Még következetesebben valósítsuk meg a függetlenség, az önállóság és az önvédelem forradalmi szellemét az állami élet minden területén. a Koreai Népi Demokratikus Köztársaság kormányának – KNDK 4. Legfelsőbb Népgyűlése első ülésszakán meghirdetett politikai programja. 1967. dec. 16.; Idegen nyelvű kiadó, Phenjan, 1970
- Az ifjúságnak nemzedékről nemzedékre tovább kell folytatni a forradalmat. Kim Ir-szen elvtárs beszéde a Koreai Szocialista Munka Ifjúság Szövetségének hatodik kongresszusán; Idegennyelvű Könyvkiadó, Phenjan, 1971
- Lenin – a keleti gyarmatok nemzeti felszabadító harcáról szóló – nagy eszméi diadalmaskodnak; Idegennyelvű Kiadó, Phenjan, 1971
- A gyermekek kommunista nevelése a bölcsődék és óvodák dolgozóinak megtisztelő forradalmi feladata; Idegen nyelvű kiadó, Phenjan, 1972
- Kim Ir-szen pártunk és az egész koreai nép nagy vezérének újévi üzenete; Idegennyelvű Kiadó, Phenjan, 1972
- Az oktatásügyi dolgozók feladatairól a gyermekek és az ifjúság nevelésében; Idegennyelvű Kiadó, Phenjan, 1972
- Az osztályszellemű nevelés további fokozásáról a párttagok körében. beszámoló a Koreai Munkáspárt Központi Bizottságának teljes ülésén 1955. április 1.; Idegen nyelvű kiadó, Phenjan, 1972
- A szocialista mezőgazdaság helyes irányításáért; Idegennyelvű Kiadó, Phenjan, 1972
- A dolgozó tömegek egységes pártjának megalapításáért. beszámoló az Észak-Koreai Munkáspárt alakuló kongresszusán. 1964. augusztus 29.; Idegennyelvű Kiadó, Phenjan, 1972
- Az ifjúság eszmei nevelése a demokratikus ifjúsági szervezetek alapvető feladata. Kim Ir-szen beszéde az Észak-Koreai Demokratikus Ifjúsági Szövetség 3. kongresszusán. 1948. november 13.; Idegennyelvű Kiadó, Phenjan, 1972
- A Koreai Népi Demokratikus Köztársaság időszerű politikai és gazdasági problémáiról, valamint néhány nemzetközi kérdésről. a japán "Yomiuri Shimbun" c. újság szerkesztőjének kérdéseire adott válaszok 1972. január 10.; Idegennyelvű Kiadó, Phenjan, 1972
- Beszélgetés a japán városok szocialista polgármestereinek társasága küldöttségével. 1972. máj. 14.; Idegennyelvű Kiadó, Phenjan, 1973
- A dolgozók szervezeti munkájának javításáról és erősítéséről. Zárszó a Koreai Munkapárt 4. kongresszusán megválasztott Központi Bizottság 9. plénumán. 1964. június 26.; Idegennyelvű Kiadó, Phenjan, 1973
- Az anyák kötelességei a gyermeknevelésben. Beszéd az anyák országos összejövetelén 1961. november 16-án; Idegennyelvű Kiadó, Phenjan, 1973
- Pártunk dzsucse eszméinek és a Köztársaság Kormánya bel- és külpolitikájának néhány kérdéséről. a Mainichi Shimbum japán újság munkatársainak kérdéseire adott válaszok; Idegennyelvű Kiadó, Phenjan, 1973
- Tovább erősítjük országunk szocialista rendszerét. Beszéd 1972. december 15.; Idegennyelvű Kiadó, Phenjan, 1973
- Újévi beszéd; Idegennyelvű Kiadó, Phenjan, 1973
- Beszélgetés a New York Times amerikai újság tudósítóival. 1972. május 26.; Idegennyelvű Kiadó, Phenjan, 1973
- Válaszok az Unita az Olasz Kommunista Párt lapjának kérdéseire. 1974. január 29.; Idegennyelvű Kiadó, Phenjan, 1974
- Válaszok az Al Szahafa című szudán kormánylap főszerkesztőjének kérdéseire. 1974. április 25.; Idegennyelvű Kiadó, Phenjan, 1974
- Válaszok a Szenegáli Újságírószövetség küldöttségének kérdéseire. 1974. augusztus 21.; Idegennyelvű Kiadó, Phenjan, 1974
- Válaszok a Vecˇernje Novine című jugoszláv újság főszerkesztőjének kérdéseire. 1974. február 22.; Idegennyelvű Kiadó, Phenjan, 1974
- A szocialista falu építésében elért nagy eredményeket még jobban megerősítjük és tovább fejlesztjük. az Országos Mezőgazdasági Kongresszuson 1974. január 10-én tartott beszéd; Idegennyelvű Kiadó, Phenjan, 1974
- Válaszok a Perui-Koreai Kulturális és Baráti Társaság főtitkárának kérdéseire. 1974. június 13.; Idegennyelvű Kiadó, Phenjan, 1974
- Feltétlenül győzni fog az önállóság zászlaját magasra emelve előrehaladó harmadik világ népeinek forradalmi ügye. beszéd Phenjan város lakóinak 1974. március 4.; Idegennyelvű Kiadó, Phenjan, 1974
- Válaszok külföldi tudósítók kérdéseire. a Koreai Munkapárt megalakulásának 30. évfordulója emlékére; Idegennyelvű Kiadó, Phenjan, 1975
- Újévi beszéd. 1975. január 1.; Idegennyelvű Kiadó, Phenjan, 1975
- A haza önálló békés egyesítéséért; Idegennyelvű Könyvkiadó, Phenjan, 1977
- Erősítsük tovább a népi hatalmat. a KNDK 6. Legfelsőbb Népi Gyűlésének első ülésén elmondott beszéd. 1977. december 15.; Idegennyelvű Kiadó, Phenjan, 1977
- A szocialista oktatásról szóló tézisek. elhangzott a Koreai Munkapárt 5. Központi Bizottságának 1977. szeptember 5-7-ig Phenjanban megtartott 14. plenáris ülésén; Idegennyelvű Kiadó, Phenjan, 1977
- A földtörvényről. a Koreai Népi Demokratikus Köztársaság Legfelsőbb Népi Gyűlése 7. ülésszakán elhangzott beszéd. 1977. április 29.; Idegennyelvű Kiadó, Phenjan, 1977
- Beszélgetés a "Le Monde" című francia újság főszerkesztőjével. 1977. június 20.; Idegennyelvű Kiadó, Phenjan, 1977
- A Központi Bizottság beszámolója a Koreai Munkapárt 6. kongresszusán, 1980. október 10.; Idegennyelvű Kiadó, Phenjan, 1980
- A koreai nép felszabadító honvédő háborúja I-II.; Fapadoskönyv, Budapest, 2012-2016 (A demagógia klasszikusai)